# 資訊統整理論

Φ，整合資訊的符號。

整合資訊理論（英語：Integrated information theory，IIT）是個嘗試解釋意識並且將其量化的理論，嘗試解釋意識是什麼？為甚麼人腦會有意識？以及意識為什麼可能與某些物理系統有關聯？該理論還預測了這種與意識相關的物理系統是否具有意識？意識程度為何？以及正在經歷怎樣的特殊經驗？根據IIT的觀點，一個系統的意識（它的主觀感受）被設想為與其因果屬性（它的客觀樣貌）完全相同。因此我們可以藉由揭示物理系統的完整因果力來理解其意識體驗。（請參閱主要同一性）？
IIT是由威斯康辛大學的精神病學家和神經科學家朱利奧·托諾尼于2004年提出。該理論的最新版本稱為IIT 3.0，於2014年發布。

## 簡介
本理論是基於兩項重要的生理觀察結論，第一個是每一個被觀察到的意識狀態都包含將近無窮的資訊。以看電影為例，當人看到電影畫面的每一個單一影格，人腦會立刻將畫面轉換成「特定意識感知」。和數位相機不同，人腦會將畫面中所看到的所有事物組合起來（明暗、顏色、線條、圖型、辨識出的物體、整個場景內容)，這些複雜的組合在數學上將會投射到一個特定的意識空間中的某個區域，這可以導出第二個觀察結論。
從意識狀態裡所得到的所有資訊是完全地和自然地整合在我們的心智活動裡，要讓人腦分開感知並且了解事物是不可能的。

## 綜述

### 與「意識難題」的關聯
戴維·查爾莫斯認為，任何以純粹的物理術語來解釋意識的嘗試（亦即從當前的物理定律推導出意識是必要且必然發生的存在）最终都會遇到所谓的「困難問題」。但是IIT並非試圖由物理原理得出意識，而是「從意識出發」（肯定意識的存在性），進而論證物理基質需具備什麼特性，才得以解釋意識存在性。這種從現象學到機械論的跨越是以IIT的假設為基礎才得以完成，也就是「意識經驗的形式屬性如果可以完全由底層物理系統解釋，那麼這個物理系統的屬性就必須受到經驗屬性的約束。」
具體而言，IIT試圖釐清意識經驗的本質屬性，稱作「公理」（axioms），再由此找出有意識的物理系統所具有的本質屬性，稱作「公設」（postulates），進而從現象學轉向機械論。

### 公理：經驗的本質

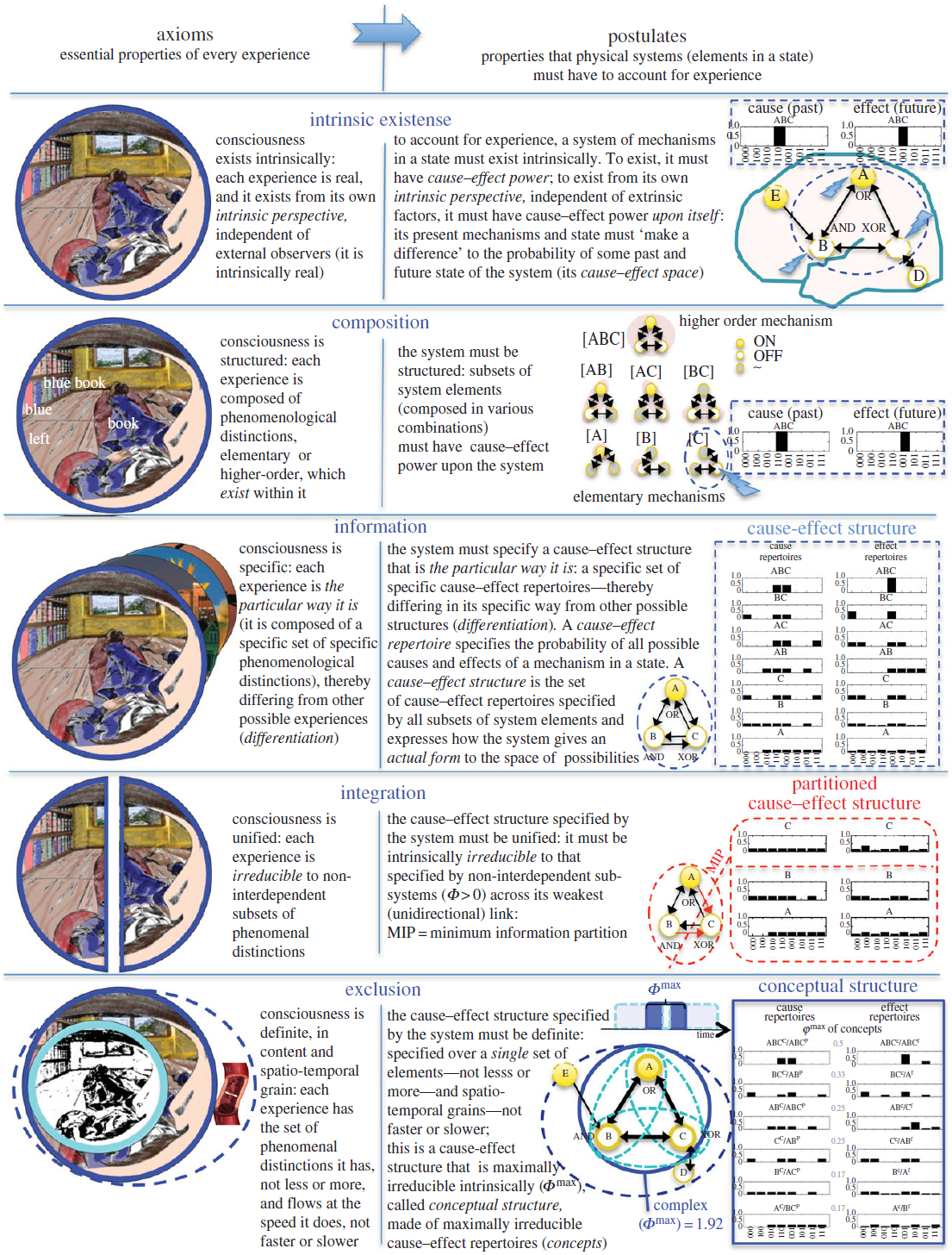
整合資訊理論的公理和假设。

這些公理是為了捕獲每種意識經驗的本質，每條公理都應該適用所有可能產生的經驗。
隨著理論發展，公理的用詞也略有變化，關於最新、最完整的公理陳述如下：
- 內在的存在性（Intrinsic existence）：意識是「存在的」：經驗皆為「真」，事實上，唯一可立即完全確定的事實就是「此時此刻的自我經驗是真實的存在」。此外，經驗是從其「內在」觀點出發，獨立於外部觀察者而存在（內在的真實）。

- 成分：意識是「結構化的」：每個經驗都是由多個「現象差異」（phenomenological distinctions）組成，這些是基本成分，有些則是高階成分。例如可能在某次經驗中分辨書、藍色、藍書、左邊、左邊的藍書等等。

- 資訊：意識是「特定的」：每個經驗都有其獨特之處，是以特定的現象差異組合而成的特定集合，因此與其他可能的經驗有所不同（「差異化」，differentiation）。舉例來說，有一種經驗可能指定大量空間位置的現象差異，包括指定幾個積極的概念，如臥室（與無臥室相對），床（與無床相對），書（與無書相對），藍色（與無藍色相對）；也包括指定一階差異的高階「束縛」，如藍書（與無藍書相對），以及可能指定許多消極的概念，如無鳥（與鳥相對）、無自行車（與自行車相對）、無灌木（與灌木相對）等等。純粹黑暗和純粹寂靜的經驗同樣是這種特殊方式，擁有其所具備的特定性質（無臥室、無床、無書、無藍色，也無其他任何物體、顏色、聲音、思想等等）。如此一來，它必然與很多本來可能擁有但實際上沒有的另類經驗有所不同。

- 整合：意識是「統一的」：每一個經驗皆不可簡化，不能再細分為非相依、不相干的現象差異所組成的不相交子集。因此人們所經驗到的會是一個完整的視覺場景，而非左視野獨立於右視野（反之亦然）。例如，看到空白頁中間寫著「BECAUSE」這個詞的經驗，並不能還原為看到左邊的「BE」加上看到右邊的「CAUSE」的經驗。同樣，看到一本藍色的書，也不能還原為看到一本沒有藍色的書，加上沒有書的藍色。

- 排他性：意識是「絕對的」，在內容和時空紋路上：每個經驗都有其現象差異的集合，既不會少（子集）也不會多（超集），它依照自身的流速流動，既不會快也不會慢。舉例來說，若現在的經驗是看到臥室的床上有一具身體，書櫃上有一本書，其中一本是藍色的書，那麼就不會有內容較少的經驗（比如說，缺少「藍色/非藍色」或「有色/無色」的現象差異）；也不會有內容較多的經驗（比如說，被賦予了「高血壓/低血壓」的附加現象差異）。此外，經驗是以特定的速度流動，比如每次經驗都一百毫秒左右，不會正在經歷幾毫秒、幾分鐘或幾個小時的經驗。

### 公設：物理基質所需的特性
公理描述了意識經驗中的規律性，而IIT試圖對這些規律性進行解釋。什麼東西能夠解釋每一種都是存在的、結構化的、特定的、統一的、絕對的經驗呢？IIT認為，一個具有這些相同屬性的潛在因果系統的存在，提供了最簡潔的解釋。因此，如果物理系統是有意識的，那麼所憑藉的就是其因果屬性。
有意識的物理基質所需的屬性被稱為「公設」，因為這種物理基質的存在本身就只是個假設（記住，IIT堅持人們唯一可以確信的是自身意識的存在）。在下面的內容中，「物理系統」被認為是一組元素，每個元素都有兩個或更多的內部狀態，影響該狀態的輸入，以及受該狀態影響的輸出（神經元或邏輯閘是自然的例子）。因此給出「物理系統」的定義，公設如下：
- 本質的存在性（Intrinsic existence）：為了解釋經驗的內在存在性，由狀態中的元素構成的系統必須是本質的存在（是實際的）：具體而言，經驗為了存在就必須有因果力（cause-effect power），因為如果沒有任何東西可改變它，或者它不能改變任何東西，那麼假設其存在毫無意義。此外，若欲使系統元素獨立於外部觀察者，以自身的內在視角來存在，則必須使其獨立於外在因素，擁有對自身的因果力。因果力可以藉由考慮一個因果空間來建立，這個空間的軸線代表系統在過去（因）和未來（果）的每一種可能狀態。在此空間中，足以證明：以一種「干預」設定系統於某初始狀態（因），並保持外部元素不變（背景條件），即可以非偶然的機率導向當前狀態；反之，設定為當前狀態，則很可能導向其它狀態（果）。
- 成分：系統必須是結構化的：構成系統的元素所形成的子集合會以各種方式組合，並擁有因果力。因此，若系統ABC是由元素A、B和C所構成，則元素所組成的任何子集合（其冪集的一個元素），包括A、B、C、AB、AC、BC，以及整個系統ABC，都可以組成具有因果力的機制。組合允許基本元素（一階元素）形成不同的高階機制，並允許多個機制形成一個結構。
- 資訊：系統必須指定一個具體的因果結構：一組特定集合的特定因果庫（cause-effect repertoires），從而與其他可能的系統有所不同（「差異化」，differentiation）。因果庫藉由釐清系統內機制的所有因果屬性，充分體現系統內機制的因果力。因果庫的測定可透過以各種可能方法擾動系統，藉此評估一個機制是如何在當前狀態下對系統的過去和未來狀態的機率造成影響。系統中每個元素成分所指定的因果庫一起指定了一個因果結構。
- 整合：系統所規定的因果結構必須統一：必須本質上不可再簡化，無法被分解為由單向分區所得到的非相依子系統所指定的內容。從系統的內在視角來看，單向分區是為了確保因果力在本質上不可簡化，亦即系統的每個部分都必須能夠影響其餘部分，同時也受其影響。內在不可簡化性可用於度量資訊整合的程度（「big phi」或{\textstyle \Phi }，是一個非負數），若該系統依最小分區（差異最小的分區）進行分割，內在不可簡化性量化了一個系統的元素所指定的因果結構在多大程度上發生了變化。相比之下，若系統的分割對其因果結構沒有影響，那麼整個系統可以簡化為這些部分，如果整體未超出其局部的因果力，那麼假設整體本身存在就沒有意義：因此，具有不可簡化的因果力是存在的另一個先決條件。這一公設也適用於個別機制：它們的因果庫無法以機制的最小分區來簡化（「small phi」或{\textstyle \varphi }）。
- 排他性：系統指定的因果結構必須是絕對的：恰好指定一組元素，這組元素從其內在視角（{\textstyle \Phi ^{\textrm {Max}}}）來看為最大不可簡化的元素，從而最大限度地宣稱內在存在性。...就因果關係而言，其結果是「獲勝的」因果結構排除了大量重疊元素上指定的替代因果結構，否則會在因果上過度決定。...排他性公設可以說是執行了奧卡姆剃刀（實體不應該超出必要的範圍而多樣化）：假設在單元素系統上存在一個單一的因果結構（從系統的內在視角來看，這個元素系統是最大限度地不可簡化），這比起假設有許多無法分辨差異的重疊因果結構存在更加簡約。排他性公設也適用於單個機制：一個狀態下的元素子集指定了系統內（{\textstyle \Phi ^{\textrm {Max}}}）最大不可簡化的因果關系（(MICE），稱為核心概念，或簡稱為概念。同樣，它不能額外指定一個在相同元素上的重疊因果庫，因為這樣做的話會導致機制所產生的差異被多次計算。最後，排他性公設也適用於時空紋路，意味著概念結構在空間（夸克、原子、神經元、神經元組、腦區等）和時間（微秒、毫秒、秒、分鐘等）確定的紋路大小上被指定，即在{\textstyle \Phi }達到最大值。... 這再次意味著一個機制不能在特定的時間紋路上指定因果庫，也不能在更細或更粗的紋路上指定其他影響，否則機制產生的差異將被計算多次。[3]

### 數學：公設的形式化
有關IIT的數學形式，完整而透徹的說明請參考。以下內容旨在作為簡要摘要，從中涉及的最重要的定量中改編而來。在參考資料中可以找到用於定量計算的演算法之虛擬碼。 直觀說明請參閱描述PyPhi工具箱的論文補充材料。
系統是一組元素，每個元素具有兩個以上的內部狀態，還有影響該狀態之輸入以及受該狀態影響之輸出。機制是系統元素的子集。下面的機制級別的參量用於評估任何給定機制的整合，而系統級別的參量則用於評估機制集（「集合集」）的整合。
為了將IIT形式主義應用於系統，必須知道系統的完全轉移機率矩陣（TPM）。TPM規定了所有系統狀態轉換的機率。以下每個參量是根據系統的TPM，以自下而上的方式計算。
| 機制級別的參量 |
| --- |
| 因果庫（cause-effect repertoire） {\textstyle {\textrm {CER}}(m_{t},\,Z_{t\pm 1})=\{p_{\textrm {cause}}(z_{t-1}\|m_{t}),\,p_{\textrm {effect}}(z_{t+1}\|m_{t})\}} 是兩個機率分佈的集合，描述機制 {\textstyle M_{t}} 如何在其當前狀態 {\textstyle m_{t}} 下，分別約束系統元素集合 {\textstyle Z_{t-1}} 和{\textstyle Z_{t+1}}的過去狀態和未來狀態。 請注意，{\textstyle Z_{t-1}} 可能與{\textstyle Z_{t+1}}有所不同，因為受機制影響的元素可能不同於影響它的元素。 |
| 分區（partition） {\textstyle P=\{M_{1},Z_{1};M_{2},Z_{2}\}} 是系統元素的分組，其分區 {\textstyle \{M_{1},Z_{1}\}} 和{\textstyle \{M_{2},Z_{2}\}} 之間的連結被注入獨立雜訊。對於一個輸出到簡單二進位元素{\textstyle B}的簡單二進位元素 {\textstyle A} ，將獨立雜訊注入連結{\textstyle A\to B}，意味著接收 {\textstyle 0} 或 {\textstyle 1} 之輸入值 {\textstyle A} ，會完全獨立於實際狀態 {\textstyle B}，從而使 {\textstyle B} 因果關係無效。 {\textstyle P_{t\pm 1}} 表示一對分區，其中一個分區是在觀察機制的原因時考慮的，另一個分區是在觀察其效果時考慮的。 |
| 地球移動者的距離 （Earth mover's distance）{\textstyle {\textrm {EMD}}(p_{1},\,p_{2})} 用於度量機率分佈 {\textstyle p_{1}} 和 {\textstyle p_{2}}之間的距離。EMD取決於使用者在度量機率分佈的度量空間上所選擇的點跟點之間的地面距離，這種度量機率分佈的度量空間在IIT中是系統的狀態空間。當使用簡單二進位元素的系統計算EMD時，系統狀態之間的地面距離被選為其漢明距離。 |
| 整合資訊（Integrated information） {\textstyle \varphi } 會考慮分區{\textstyle P_{t\pm 1}}來度量因果庫的不可簡化性，結合其與同一分區有關的組成因果庫的不可簡化性來獲得。 關於 {\textstyle P_{t-1}} 的因果庫之不可簡化性被給定為 {\textstyle \varphi _{\textrm {cause}}(m_{t},\,Z_{t-1},\,P_{t-1})={\textrm {EMD}}(p_{\textrm {cause}}(z_{t-1}\|m_{t}),\,p_{\textrm {cause}}(z_{1,t-1}\|m_{1,t})\times p_{\textrm {cause}}(z_{2,t-1}\|m_{2,t}))}，對於{\textstyle P_{t+1}}因果庫亦同。 {\textstyle \varphi _{\textrm {cause}}} 和 {\textstyle \varphi _{\textrm {effect}}} 相結合，得出作為整體之{\textstyle {\textrm {CER}}}的不可簡化性：{\textstyle \varphi (m_{t},\,Z_{t\pm 1},\,P_{t\pm 1})=\min(\varphi _{\textrm {cause}}(m_{t},\,Z_{t-1},\,P_{t-1}),\varphi _{\textrm {effect}}(m_{t},\,Z_{t+1},\,P_{t+1})).} |
| 最小資訊分區（minimum-information partition）是機制的分區，其範圍由下式給出：{\textstyle {\textrm {MIP}}(m_{t},\,Z_{t\pm 1})=\operatorname {*} {\arg \,\min }_{P_{t\pm 1}}\,(\varphi (m_{t},\,Z_{t\pm 1},\,P_{t\pm 1}))}。最小資訊分區是對因果庫影響最小的分區。因此有時也被稱為最小差異分區（minimum-difference partition）。 請注意，儘管最小資訊分區的名稱有「分區」，但最小資訊「分區」實際上是一對分區。我們稱這對分區為{\textstyle {\textrm {MIP}}_{\textrm {cause}}} 和 {\textstyle {\textrm {MIP}}_{\textrm {effect}}}。 |
| 若機制的因果庫是最大程度地不可簡化（換句話說，其{\textstyle \varphi }最高），那麼至少會有一種元素的選擇。 我們稱這種元素的選擇為 {\textstyle Z_{t\pm 1}^{*}=\{Z_{t-1}^{*},\,Z_{t+1}^{*}\}}，並且說這個選擇指定了一個最大不可簡化因果庫（maximally irreducible cause-effect repertoire）。 形式上，{\textstyle Z_{t-1}^{*}=\{\operatorname {*} {\arg \,\max }_{Z_{t-1}}\,(\varphi _{\textrm {cause}}(m_{t},\,Z_{t-1},\,{\textrm {MIP}}_{\textrm {cause}}))\}} 和 {\textstyle Z_{t+1}^{*}=\{\operatorname {*} {\arg \,\max }_{Z_{t+1}}\,(\varphi _{\textrm {effect}}(m_{t},\,Z_{t+1},\,{\textrm {MIP}}_{\textrm {effect}}))\}}。 |
| 概念（concept）{\textstyle {\textrm {CER}}(m_{t},\,Z_{t\pm 1}^{*})=\{p_{\textrm {cause}}(z_{t-1}^{*}\|m_{t}),\,p_{\textrm {effect}}(z_{t+1}^{*}\|m_{t})\}} 是機制{\textstyle M_{t}}處於當前狀態{\textstyle m_{t}}，在{\textstyle Z_{t\pm 1}^{*}}的情況下之最大不可簡化因果庫，並描述系統中{\textstyle M_{t}}的因果作用。非正式地說，{\textstyle Z_{t\pm 1}^{*}} 是概念的範圍（purview），並指定概念是「關於什麼的」。 {\textstyle m_{t}} 的內在因果力（intrinsic cause-effect power）是概念的強度，給出如下：{\textstyle \varphi ^{\textrm {Max}}(m_{t})=\varphi (m_{t},\,Z_{t\pm 1}^{*},\,{\textrm {MIP}})=\min(\varphi _{\textrm {cause}}(m_{t},\,Z_{t-1}^{*},\,{\textrm {MIP}}_{\textrm {cause}}),\,\varphi _{\textrm {effect}}(m_{t},\,Z_{t+1}^{*},\,{\textrm {MIP}}_{\textrm {effect}}))}                       |

| 系統級別的參量 |
| --- |
| 因果結構（cause-effect structure） {\textstyle C(s_{t})} 是一組概念，由所有在當前狀態為{\textstyle s_{t}}的系統{\textstyle S_{t}}中的機制所指定，其中{\textstyle \varphi ^{\textrm {Max}}(m_{t})>0}。如果一個系統被證明是有意識的，其因果結構通常被稱為概念結構（conceptual structure）。 |
| 單向分區（unidirectional partition） {\textstyle P_{\to }=\{S_{1},S_{2}\}} 是系統元素的分組，其系統元素 {\textstyle S_{1}} 到 {\textstyle S_{2}} 之間的連結被注入獨立雜訊。 |
| 擴展地球移動者距離（extended earth mover's distance）{\textstyle {\textrm {XEMD}}(C_{1},\,C_{2})} 被用於度量從因果結構 {\textstyle C_{1}}轉移到因果結構 {\textstyle C_{2}}的最低代價。可以非正式地說，EMD通過兩個系統狀態之間的距離傳遞系統狀態的機率，而XEMD通過兩個概念之間的距離傳遞概念的強度。 在XEMD中，要運輸的「地球」是內在因果力 ({\textstyle \varphi ^{\textrm {Max}}})，以及在因果庫 {\textstyle A_{\textrm {cause}}} 和 {\textstyle B_{\textrm {cause}}}以及因果庫 {\textstyle A_{\textrm {effect}}} 和 {\textstyle B_{\textrm {effect}}}的情況下，概念 {\textstyle A} 和概念 {\textstyle B}之間的地面距離由下式給出： {\textstyle {\textrm {EMD}}(A_{\textrm {cause}},\,B_{\textrm {cause}})+{\textrm {EMD}}(A_{\textrm {effect}},\,B_{\textrm {effect}})}. |
| 整合（概念）資訊（Integrated (conceptual) information） {\textstyle \Phi (s_{t},\,P_{\to })={\textrm {XEMD}}(C(s_{t})\|C(s_{t},\,P_{\to }))} 度量因果結構相對於單向分區的不可簡化性。 {\textstyle \Phi } 捕獲系統機制的因果庫的修改程度，以及多少內在因果力 ({\textstyle \varphi ^{\textrm {Max}}})因分區{\textstyle P_{\to }}而蒙受損失。 |
| 最小資訊分區（minimum-information partition）：狀態中的一組元素的最小資訊分區，由下式給定： {\textstyle {\textrm {MIP}}(s_{t})=\operatorname {*} {\arg \,\min }_{P_{\to }}\,(\Phi (s_{t},\,\,P_{\to }))}。最小資訊分區是對因果結構{\textstyle C(s_{t})}影響最小的單向分區。 |
| 內在因果力（intrinsic cause-effect power）：狀態中的一組元素的最小資訊分區，由下式給定： {\textstyle \Phi ^{\textrm {Max}}(s_{t}^{*})=\Phi (s_{t}^{*},\,{\textrm {MIP}}(s_{t}^{*}))}，這使得對於任何其他{\textstyle S_{t}}滿足 {\textstyle (S_{t}\cap S_{t}^{*})\neq \emptyset }， {\textstyle \Phi (s_{t})\leq \Phi (s_{t}^{*})}。根據IIT的說法，一個系統的{\textstyle \Phi ^{\textrm {Max}}}就是它存在的程度。 |
| 複合體（complex）是一組元素 {\textstyle S_{t}^{*}}滿足 {\textstyle \Phi ^{\textrm {Max}}=\Phi (s_{t}^{*})>0}，從而指定最大不可簡化因果結構（cmaximally irreducible cause-effect structure），也稱為概念結構（conceptual structure）。根據IIT的說法，複合體是有意識的實體 |

#### 因果空間
對於有{\displaystyle N}個簡單二元元素的系統而言，因果空間是由{\displaystyle 2\times 2^{N}}軸組成，每個軸對應於每個系統可能的過去狀態和未來狀態。任一因果庫規定了系統每種可能的過去和未來狀態的機率，可被輕易繪成為這種高維空間中的一個點：該點在每個軸的位置由{\displaystyle R}指定的狀態機率給出 。若一個點也具有純量值（可以非正式地想像為該點的「尺寸」），則概念可以用這種方式輕鬆表示：該概念的因果庫指定了該點在因果空間的位置，以及概念的{\displaystyle \varphi ^{\textrm {Max}}}值指定該點的數值。 
如此一來，概念結構{\displaystyle C}可以繪製為因果空間中的點組成的星座圖（constellation）。 每個點稱為星（star），每個星的數值（ {\displaystyle \varphi ^{\textrm {Max}}} ）是它的尺寸（size） 。 

### 主要同一性
IIT藉由提出經驗的現象學性質和物理系統的因果性質之間的同一性來解决心物問題 ：「由狀態中的複雜元素指定的概念結構與其經驗相同。」 
具體來說，因果空間中概念結構的形式完全規定了經驗的性質，而概念結構的不可簡化性{\displaystyle \Phi ^{\textrm {Max}}}指定了其存在的級別（亦即複合體的意識級別）。在概念結構中，每個概念對經驗品質的貢獻是由其最大不可簡化的因果庫所規定，而概念結構的不可簡化性{\displaystyle \varphi ^{\textrm {Max}}}則指定該概念在經驗中的存在量。 
根據IIT的說法，經驗是在某種狀態下一系列複雜機制的內在屬性。

## 擴展
即使只是中等規模的系統，{\displaystyle \Phi ^{\textrm {Max}}}通常還是難以計算 ，學者為此努力開發整合資訊的啟發式度量或代理度量。舉例來說，大泉匡史和同事開發了{\displaystyle \Phi ^{*}} 和幾何整合資訊{\displaystyle \Phi ^{G}} ，這些是整合資訊的實際近似值，與阿尼爾·賽斯（Anil Seth）和亞當·巴瑞特（Adam Barrett）先前制定的代理度量有關。 但是，這些代理度量均未在數學上證明與與實際值{\displaystyle \Phi ^{\textrm {Max}}}有關，這使得對使用代理度量的分析解釋變得十分麻煩。即使應用在極小的系統上，仍會給出不同的定性結果。
整合資訊的重大計算挑戰是找到神經系統的最小資訊分區 ，這需要遍歷所有可能的網路分區。 為了解决此問題，Daniel Toker和Friedrich T. Sommer表明，系統動力學相關矩陣的頻譜分解是最小資訊分區的一種快速而強健的代理。

## 相關實驗工作
雖然 用於評定系统的{\displaystyle \Phi ^{\textrm {Max}}}的演算法以及概念結構相對簡潔，然而因其時間複雜度過高，導致許多有趣系統的計算難以處理 。啟發法和近似法有時可以大致估算複雜系統的整合資訊，但是通常不大可能給出精確的計算。這些計算上的挑戰，再加上在實驗條件下可靠而準確地評估意識的任務本身已經很艱難，使得許多理論預測難以驗證。 
儘管存在這些挑戰，研究人員仍試著利用資訊整合和差異化的方法，評定不同受試者的意識層次。 舉例來說，近期一項研究使用了{\displaystyle \Phi ^{\textrm {Max}}}較少的代理，能夠可靠地區分清醒、睡眠（做夢與非做夢）、麻醉和昏迷（植物性，極低度意識與閉鎖）中不同的意識層次。
IIT還做出了一些與現有實驗證據相吻合的預測，並且可以用來解釋意識研究中的一些反直覺的發現。例如，可以使用IIT來解釋為何某些大腦區域（如小腦）佔了一定大小的尺寸且功能十分重要，但似乎對意識沒有貢獻。 

## 反應
整合資訊理論受到了廣泛的批評和支持。 

### 支持
協助開發該理論的神經科學家克里斯托夫·科赫稱IIT为「唯一真正有前途的意識基礎理論」。  技術人員和前IIT研究員維吉爾·格里菲斯（Virgil Griffith）表示：「IIT目前是意識理論的前沿。」但是，對於 IIT是否是有效理論，他的回答是「可能不對。」
神經科學家和意識研究者阿尼爾·賽斯對這理論表示支持，並提出幾點注意事項，他主張「意識體驗是高度資訊化的，而且總是整合的。」；「從IIT可立即得知，對於我們所知道的關於意識的某些事情有很好的事後解釋。」但他也聲稱，「我認為IIT中不那麼有希望的部分是它聲稱整合資訊實際上就是意識，認為兩者之間存在同一性。」，並批評了該理論的泛心論（Panpsychism）推斷。
以提出意識難題而聞名的哲學家戴维·查尔莫斯對IIT表達一些興致。在查爾莫斯看來，IIT是朝著正確方向發展的，無論是否正確。
丹尼爾·丹尼特認為IIT是一種「以新穎方式使用香農資訊論的整合資訊」所描述的意識理論。因此，「『關於性』（aboutness）的作用非常有限：它會去度量系統或機制先前所擁有關於自身狀態的香農資訊量。（亦即所有部分的狀態）」。 
物理學家马克斯·泰格马克也對 IIT 的方法表示了一定支持，並認為這與他自己關於意識是一種「物質狀態」的想法相一致。泰格馬克也試圖解決計算背後的計算複雜性問題。根據馬克斯·泰格馬克的說法，「 IIT所提出的整合度量在計算上對於大型系統來說是不可行的，隨著系統資訊含量的增加，其計算量會以超指數的方式成長」 因此，Φ在一般情況下只能被近似處理。然而，對Φ的不同近似方法卻給出了截然不同的結果。其他工作表明，在一些大型平均場神經網路模型中可以算出Φ，不過該理論有些假設必須修改以捕獲這些大型系統的相變。

### 批評
IIT開發人員的樂觀觀點並不為整個科學界所認同。根據一封寫給國家健康研究所的公開信，IIT作為一種意識理論的說法「目前尚未獲得科學界認可或檢驗」，神經科學學會的前主席，以及多位國家科學院和皇家學會的成員簽署這封公開信，他們希望看到資金投向更多研究意識狀態和無意識狀態的神經機制的經驗性計畫。
有人批評說，IIT作為意識理論的主張「目前未獲科學上的確認或檢驗」。然而，儘管IIT所建議的完整分析目前確實無法在人腦上完成，但IIT已經被應用於視覺皮層模型，嚴謹而成功地解釋為什麼視覺空間會有這樣的感覺。
神經科學家比約恩·梅克（Björn Merker）、大衛·汝道夫（David Rudrauf）和哲學家肯尼思·威里福特（Kenneth Williford）共同撰寫了一篇論文，基於幾個理由批評了IIT。首先，未證明事實上結合整合和差異化的系統的所有成員在正式的IIT意義上都是有意識的，表現出高水準的資訊整合和差異化的系統可能提供了意識的必要條件，但這些屬性的組合並不等同於意識的條件。其次，度量值Φ反映的是全局資訊傳輸的效率，而非意識程度，Φ在不同清醒狀態（如清醒、有夢睡眠和無夢睡眠、麻醉、癲癇和昏迷）與意識程度的相關性實際上反映的是皮質參與的有效網路互動程度。因此，Φ反映的是網路效率而非意識，而意識是皮質網路效率所提供的功能之一。當然，IIT強調了所有五個公設被滿足的重要性（不是只有資訊和整合），並沒有聲稱Φ與意識相同，這削弱了這些作者在IIT主題上的批評基礎。。 
普林斯頓大學的神經學家邁克爾·格拉齊亞諾（ Michael Graziano，注意力基模理論的提出者）將 IIT 視為偽科學。他聲稱 IIT 是一種「魔法理論」（ magicalist theory），「沒有機會在科學上成功或被人理解」。 
理論計算機科學家斯科特·亞倫森 （ Scott Aaronson）批評了IIT，他藉由IIT自身的公式來證明，無作用的串聯邏輯閘只要以正確方式布局，不僅會擁有意識，而且「遠比人類有意識」。 托諾尼本人也同意這一評估，並指出，根據IIT的說法，即使是更簡單的無作用邏輯閘配置，如果足夠大也會擁有意識。但是他進一步指出，這是IIT的優點，而不是缺點。  
由58位參與意識科學研究的學者所撰寫的同行評議，否定了這些關於邏輯閘的結論，認為它們是「神秘和不可證偽的主張」，應與「實際有生產力的假說」有所區別。 IIT作為一種科學的意識理論，在科學文獻中被批評為根據其定義只能「要麼是錯誤的，要麼是不科學的」。IIT也被意識領域的其他成員指責為需要「不科學的信仰飛躍」。該理論也因未能回答意識理論所要求的基本問題而受到批評。哲學家亞當·鲍茨（Adam Pautz）說，「只要IIT的支持者不解決這些問題，他們就等於尚未提出可評論真假的明確理論。」
有影響力的哲學家約翰·希爾勒曾對理論進行過批判，他稱：「理論意味著泛心論」，「泛心論的問題不在於它是錯的，而是它連成為錯誤的資格都沒有。嚴格來說，它並沒有意義，因為沒有給這個主張一個明確的概念」。然而，一個理論是否有泛心論的含義（即所有或大部分物理上存在的東西必須是，某種有意識的事物的一部分，或者是由有意識的事物組成）與該理論的科學性無關。希爾勒的觀點也遭到其他哲學家的反駁，認為他誤解並歪曲了一個與他自己的想法有共鳴的理論。
IIT的數學也受到了批評，因為「具有高Φ值需要高度特定的結構，而這受到微擾會變得不穩定」。這種對微小擾動的敏感性與人腦神經可塑性的實驗結果不一致。 
哲學家蒂姆·貝恩（Tim Bayne）批評了該理論的公理基礎。 他得出的結論是，托諾尼等人的所謂「公理」並非真正的公理。
整合資訊理論也在各方面受到批評，包括： 
- IIT提出了意識所需的條件，但批評者認為這些條件可能並不完全足夠。 [43]
- 聲稱IIT的公理不證自明。 [44] [需要解释]
- 功能主義哲學家批評IIT是非功能主義的。
- IIT中意識的定義直接受到批評。[需要解释]

## 外部連結

### 網站
- Scientific American Article （页面存档备份，存于）
- Integrated Information Theory: A Provisional Manifesto （页面存档备份，存于）

### 軟體
- PyPhi （页面存档备份，存于）: 用於計算資訊整合的開源Python軟體套件。
  - Paper
  - Graphical user interface （页面存档备份，存于）
  - Documentation （页面存档备份，存于）

### 著作
- 《生命本身的感覺：為什麼意識廣泛存在但無法計算》（The Feeling of Life Itself：Why Consciousness Is Widespread But Can’t Be Computed） （页面存档备份，存于）克里斯托夫·科赫（2019）
- Phi：《從腦到靈魂的旅行 ，朱利奥·托诺尼（2012）

### 新闻文章
- New Scientist (2019): How does consciousness work? （页面存档备份，存于） A radical theory has mind-blowing answers （页面存档备份，存于）
- Nautilus (2017): Is Matter Conscious? （页面存档备份，存于）
- Aeon (2016): Consciousness creep （页面存档备份，存于）
- MIT Technology Review (2014): What It Will Take for Computers to Be Conscious （页面存档备份，存于）
- Wired (2013): A Neuroscientist's Radical Theory of How Networks Become Conscious （页面存档备份，存于）
- The New Yorker (2013): How Much Consciousness Does an iPhone Have? （页面存档备份，存于）
- New York Times (2010): Sizing Up Consciousness by Its Bits （页面存档备份，存于）
- Scientific American (2009): A "Complex" Theory of Consciousness （页面存档备份，存于）
- IEEE Spectrum (2008): A Bit of Theory: Consciousness as Integrated Information Theory （页面存档备份，存于）

### 講座
- 大卫·查默斯（2014）： 您如何解释意识？ （页面存档备份，存于）
- 克里斯托夫·科赫（2014）： 意识的整合資訊理論 （页面存档备份，存于）